# 花巻空港駅
花巻空港駅（はなまきくうこうえき）は、岩手県花巻市二枚橋にある、東日本旅客鉄道（JR東日本）・日本貨物鉄道（JR貨物）東北本線の駅である。

## 歴史
- 1922年（大正11年）7月15日：二枚橋信号場（にまいばししんごうじょう）として開業する[1][5]。
- 1932年（昭和7年）11月20日：駅に昇格し、二枚橋駅となる[1]（一般駅）[5]。
- 1985年（昭和60年）3月14日：荷物の取り扱いを廃止する[5]。
- 1987年（昭和62年）4月1日：国鉄分割民営化に伴い、JR東日本・JR貨物の駅となる[5]。
- 1988年（昭和63年）3月13日：花巻空港駅に改称する[1][5]。
- 1997年（平成9年）3月22日：貨物列車の発着がなくなる[5]。
- 2004年（平成16年）4月1日：駅業務が業務委託される。
- 2013年（平成25年）10月1日：盛岡市内と花巻空港を結ぶ直行高速バスが当駅を経由するようになる。
- 2014年（平成26年）9月30日：みどりの窓口の営業を終了[新聞 1]。
- 2023年（令和5年）5月27日：ICカード「Suica」の利用が可能となる[報道 1][報道 2]。
- 2024年（令和6年）
  - 3月16日：終日無人化[3][4]。
  - 10月1日：えきねっとQチケのサービスを開始[2][報道 3]。

## 駅構造
単式ホーム1面1線と島式ホーム1面2線、合計2面3線のホームを持つ地上駅である。互いのホームは跨線橋で連絡している。
北上駅管理の無人駅である。無人化される前までは、JR東日本東北総合サービスが委託する業務委託駅で、窓口と自動券売機が設置されていた。駅舎内部には簡易Suica改札機が設置されている。

### のりば
| 番線 | 路線      | 方向 | 行先             |
| ---- | --------- | ---- | ---------------- |
| 1・2 | ■東北本線 | 上り | 北上・一ノ関方面 |
| 3    | ■東北本線 | 下り | 日詰・盛岡方面   |

- 2番線は2019年時点で1日1本のみ使用。

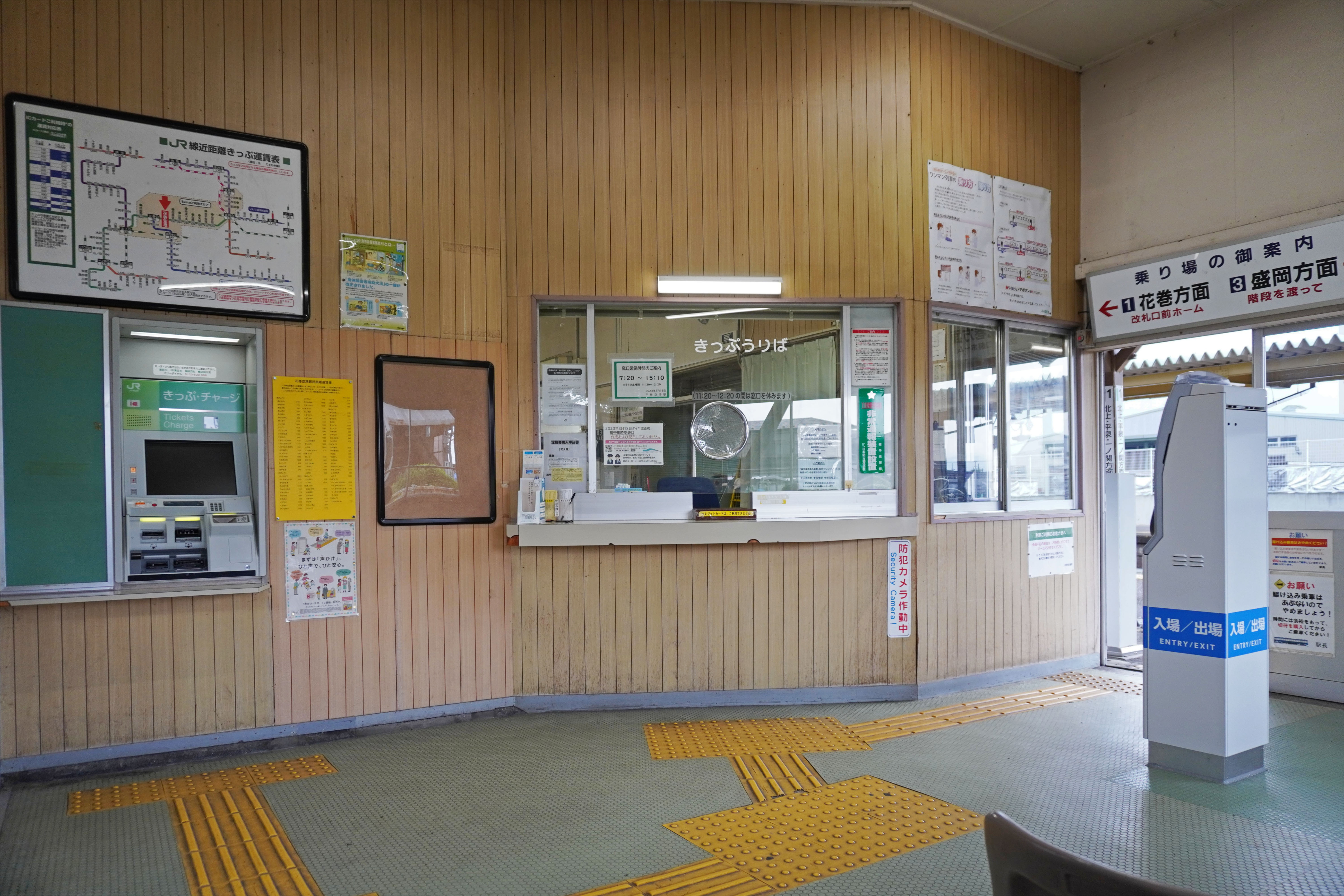
改札口と切符売り場（2023年6月）
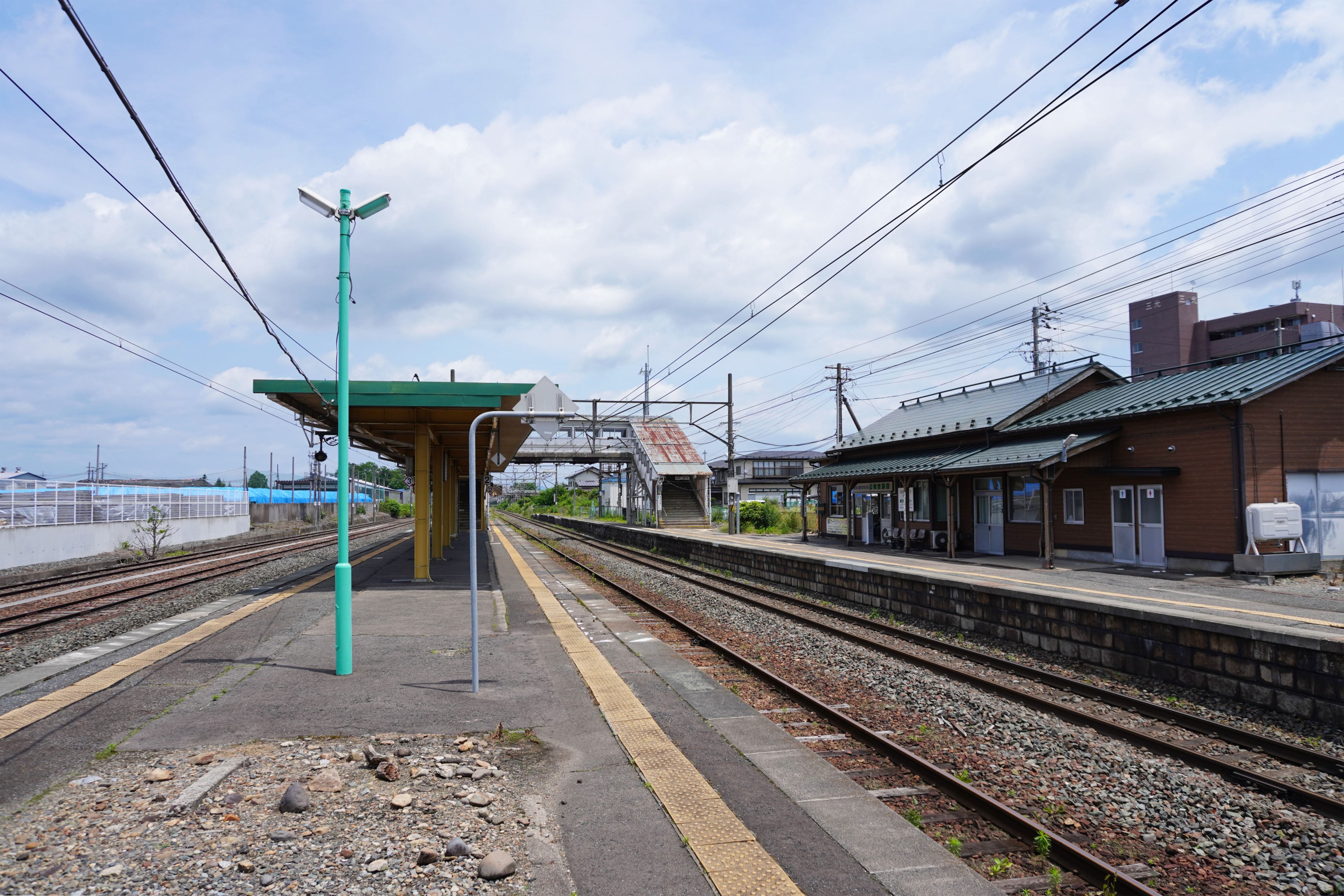
ホーム（2023年6月）

## 貨物取扱
1997年に貨物列車の発着がなくなって以降は、JR貨物の駅は車扱貨物の臨時取扱駅となっている。貨物用の設備は設置されていないほか、専用線も当駅には接続していない。
かつては、駅周辺にある日本重化学工業盛岡事業所へ続く専用線があった。工場で使用する濃硝酸の搬入で使用されていたが、1997年（平成9年）3月に廃止された。また、国鉄分割民営化のしばらく後まで、北日本くみあい飼料花巻工場へ続く専用線も存在し、石巻埠頭駅から飼料が輸送されていた。

### 1985年時の常備貨車
- ホキ8300形（トウモロコシ、コウリャン専用）17両、全国農業協同組合連合会所有[8]

## 利用状況
JR東日本によると、2000年度（平成12年度）- 2022年度（令和4年度）の1日平均乗車人員の推移は以下のとおりであった。
| 1日平均乗車人員推移 | 1日平均乗車人員推移 | 1日平均乗車人員推移 | 1日平均乗車人員推移 | 1日平均乗車人員推移 |
| 年度                | 定期外              | 定期                | 合計                | 出典                |
| ------------------- | ------------------- | ------------------- | ------------------- | ------------------- |
| 2000年（平成12年）  |                     |                     | 818                 | [ 利用客数 1 ]      |
| 2001年（平成13年）  |                     |                     | 805                 | [ 利用客数 2 ]      |
| 2002年（平成14年）  |                     |                     | 797                 | [ 利用客数 3 ]      |
| 2003年（平成15年）  |                     |                     | 763                 | [ 利用客数 4 ]      |
| 2004年（平成16年）  |                     |                     | 752                 | [ 利用客数 5 ]      |
| 2005年（平成17年）  |                     |                     | 701                 | [ 利用客数 6 ]      |
| 2006年（平成18年）  |                     |                     | 696                 | [ 利用客数 7 ]      |
| 2007年（平成19年）  |                     |                     | 722                 | [ 利用客数 8 ]      |
| 2008年（平成20年）  |                     |                     | 749                 | [ 利用客数 9 ]      |
| 2009年（平成21年）  |                     |                     | 695                 | [ 利用客数 10 ]     |
| 2010年（平成22年）  |                     |                     | 697                 | [ 利用客数 11 ]     |
| 2011年（平成23年）  |                     |                     | 693                 | [ 利用客数 12 ]     |
| 2012年（平成24年）  | 158                 | 554                 | 712                 | [ 利用客数 13 ]     |
| 2013年（平成25年）  | 159                 | 574                 | 734                 | [ 利用客数 14 ]     |
| 2014年（平成26年）  | 169                 | 544                 | 713                 | [ 利用客数 15 ]     |
| 2015年（平成27年）  | 157                 | 546                 | 703                 | [ 利用客数 16 ]     |
| 2016年（平成28年）  | 152                 | 547                 | 699                 | [ 利用客数 17 ]     |
| 2017年（平成29年）  | 151                 | 503                 | 655                 | [ 利用客数 18 ]     |
| 2018年（平成30年）  | 157                 | 493                 | 650                 | [ 利用客数 19 ]     |
| 2019年（令和元年）  | 154                 | 492                 | 646                 | [ 利用客数 20 ]     |
| 2020年（令和02年）  | 92                  | 435                 | 528                 | [ 利用客数 21 ]     |
| 2021年（令和03年）  | 92                  | 469                 | 562                 | [ 利用客数 22 ]     |
| 2022年（令和04年）  | 114                 | 453                 | 567                 | [ 利用客数 23 ]     |

### 花巻空港へのアクセス
「花巻空港」を名に冠した駅ではあるものの、空港のターミナルビルに近接して設置されているわけではない。花巻空港にもっとも近い駅であったため「二枚橋駅」を改称したが、空港の敷地が駅の目の前にあるというだけで、ターミナルビルへは約3.8キロメートルの距離があり徒歩圏とは言い難い（2009年〈平成21年〉4月のターミナルビル移転前でも約2キロメートルの距離があった）。
かつては岩手県交通による当駅 - 花巻駅 - 北上駅間の路線バスが旧ターミナルビルに乗り入れてはいたものの本数は少なかったほか、列車や航空機のダイヤと全く接続を取っていなかった。なお、当該バス路線はターミナルビル移転後も経路変更が行われなかったが、花巻から空港へは花巻駅と空港を結ぶ路線バス（当駅を経由しない）が新設されたほか、盛岡市内から空港へは航空機のダイヤと連携した高速バスが東北自動車道経由で直行していたことから、当駅は空港アクセス駅としての意義を見出せない状態が続いていた。
しかし、2013年（平成25年）9月30日をもって前述の花巻駅 - 空港間の路線バスが廃止されたことに伴い、翌10月1日から前述の盛岡市内と空港間の路線が当駅を経由するようになったことにより、特に花巻側からの公共交通機関を用いた空港アクセスに供されるようになった。
なお、ターミナルビルは当駅より釜石線似内駅の方が近い（約2.8キロメートル）が、釜石線自体の列車本数が少ないうえに同駅は快速列車が停車しないこともあり、停車する列車の頻度は2 - 4時間に1本程度である。また、同駅付近と空港間の路線バスも設定されていない。

## 駅周辺
- 花巻空港（いわて花巻空港）[1]
- 東北自動車道 花巻インターチェンジ
- 日本重化学工業盛岡事業所
- 北日本くみあい飼料花巻工場
- 花巻第一工業団地
- 花輪堤ハナショウブ群落
- サテライト石鳥谷（競輪場外発売場）
- 岩手県立花巻農業高等学校
- 花巻二枚橋郵便局

## バス路線
駅前に「花巻空港駅」停留所が設置されているほか、当駅から東にある国道4号沿いの「二枚橋」停留所も比較的近い。いずれの路線も岩手県交通が運行している。
花巻空港駅
- 花巻空港線：花巻空港
- 石鳥谷線：北上駅前
- 教育センター線：花巻駅前／教育センター

二枚橋
- 石鳥谷線：北上駅前／志和口

## 隣の駅
東日本旅客鉄道（JR東日本）
□快速「はまゆり」（53・54号のみ停車）・■普通
花巻駅 - 花巻空港駅 - 石鳥谷駅

### 記事本文

#### 報道発表資料
1. ↑  「2023年5月27日（土）北東北3エリアでSuicaがデビューします! (PDF)」（プレスリリース）、東日本旅客鉄道盛岡支社／東日本旅客鉄道秋田支社、2022年12月12日。2022年12月12日閲覧。
2. ↑  「北東北3県におけるSuicaご利用エリアの拡大について ～2023年春以降、青森・岩手・秋田の各エリアでSuicaをご利用いただけるようになります～ (PDF)」（プレスリリース）、東日本旅客鉄道、2021年4月6日。2021年4月6日閲覧。
3. ↑  「Suicaエリア外もチケットレスで! 東北エリアから「えきねっとQチケ」がはじまります (PDF)」（プレスリリース）、東日本旅客鉄道、2024年7月11日。2024年8月1日閲覧。

#### 新聞記事
1. ↑  「JR2駅 一部切符扱い中止」『読売新聞』読売新聞社、2014年10月17日、朝刊、33面。
2. 1 2  「JR盛岡支社の花巻空港駅」『交通新聞』交通新聞社、1991年5月10日、4面。
3. ↑  「花巻駅-花巻空港 9月30日で廃止に 県交通ダイヤ改正」『岩手日報』2013年8月24日。

### 利用状況
1. ↑  「JR東日本：各駅の乗車人員（2000年度）」東日本旅客鉄道。2025年7月13日閲覧。
2. ↑  「JR東日本：各駅の乗車人員（2001年度）」東日本旅客鉄道。2025年7月13日閲覧。
3. ↑  「JR東日本：各駅の乗車人員（2002年度）」東日本旅客鉄道。2025年7月13日閲覧。
4. ↑  「JR東日本：各駅の乗車人員（2003年度）」東日本旅客鉄道。2025年7月13日閲覧。
5. ↑  「JR東日本：各駅の乗車人員（2004年度）」東日本旅客鉄道。2025年7月13日閲覧。
6. ↑  「JR東日本：各駅の乗車人員（2005年度）」東日本旅客鉄道。2025年7月13日閲覧。
7. ↑  「JR東日本：各駅の乗車人員（2006年度）」東日本旅客鉄道。2025年7月13日閲覧。
8. ↑  「JR東日本：各駅の乗車人員（2007年度）」東日本旅客鉄道。2025年7月13日閲覧。
9. ↑  「JR東日本：各駅の乗車人員（2008年度）」東日本旅客鉄道。2025年7月13日閲覧。
10. ↑  「JR東日本：各駅の乗車人員（2009年度）」東日本旅客鉄道。2025年7月13日閲覧。
11. ↑  「JR東日本：各駅の乗車人員（2010年度）」東日本旅客鉄道。2025年7月13日閲覧。
12. ↑  「JR東日本：各駅の乗車人員（2011年度）」東日本旅客鉄道。2025年7月13日閲覧。
13. ↑  「JR東日本：各駅の乗車人員（2012年度）」東日本旅客鉄道。2025年7月13日閲覧。
14. ↑  「各駅の乗車人員 2013年度 ベスト100以外（6）：JR東日本」東日本旅客鉄道。2025年7月13日閲覧。
15. ↑  「各駅の乗車人員 2014年度 ベスト100以外（6）：JR東日本」東日本旅客鉄道。2025年7月13日閲覧。
16. ↑  「各駅の乗車人員 2015年度 ベスト100以外（6）：JR東日本」東日本旅客鉄道。2025年7月13日閲覧。
17. ↑  「各駅の乗車人員 2016年度 ベスト100以外（6）：JR東日本」東日本旅客鉄道。2025年7月13日閲覧。
18. ↑  「各駅の乗車人員 2017年度 ベスト100以外（6）：JR東日本」東日本旅客鉄道。2025年7月13日閲覧。
19. ↑  「各駅の乗車人員 2018年度 ベスト100以外（6）：JR東日本」東日本旅客鉄道。2025年7月13日閲覧。
20. ↑  「各駅の乗車人員 2019年度 ベスト100以外（6）：JR東日本」東日本旅客鉄道。2025年7月13日閲覧。
21. ↑  「各駅の乗車人員 2020年度 101位以下（6）| 企業サイト：JR東日本」東日本旅客鉄道。2025年7月13日閲覧。
22. ↑  「各駅の乗車人員 2021年度 101位以下（6）| 企業サイト：JR東日本」東日本旅客鉄道。2025年7月13日閲覧。
23. ↑  「各駅の乗車人員 2022年度 101位以下（6）| 企業サイト：JR東日本」東日本旅客鉄道。2025年7月13日閲覧。